# Новаково (област Пловдив)
 Тази статия е за селото в Област Пловдив.  За другото българско село с това име вижте Новаково (Област Варна).  
Новаково е село в Южна България, община Асеновград, област Пловдив.

## География
Село Новаково се намира в община Асеновград, област Пловдив, в планински район, на 506 м надморска височина в полите на Родопите, на главния път Пловдив – Асеновград – Кърджали. Новаково е на разстояние 42 км от Пловдив, на 53 км от Кърджали, и на 22 км от Асеновград.

## История
Селото се е оформило от така наречената Загор махала. По време на османската власт е носило името Инджекьой.
В деня след Деветосептемврийския преврат от 1944 година в селото влиза партизанска дружина, водена от Милю Гаделев, и „осъжда“ на смърт кмета и група селяни, но саморазправата е предотвратена от случайно пристигнал партиен функционер, като са убити само един или двама души.
През октомври 2015 година за кмет на село Новаково е избран Милен Демирев.

## Население и религия
В селото има 480 къщи и в него постоянно живеят 333 души. Всички жители са българи и християни.

## Обществени институции
Училището в селото е затворено и не функционира от няколко години поради намаляване броя на децата. Постройката е двуетажна и разполага с 10 класни стаи, голям физкултурен салон, кухня със складова база и столова. През 1965 година за учениците от махалите е построен нов пансион с 56 легла (по 4 в стая), две занимални, четири изолационни, стая за възпитателя и санитарни възли. За практическото обучение на учениците през 1970 година е построена голяма работилница със зала по дървообработване, зала по металообработване и зала по готварство.

В селото функционира Народно читалище „Христо Ботев 1928 г.”, което развива дейност чрез различни кръжоци, клубове и школи по изкуствата. Има действаща група за изворен фолклор, която участва на различни фолклорни форуми.

## Културни и природни забележителности

### Църкви
- Византийски храм от XII век, открит през 2004 г.
- Средновековната църква „Св. Атанас“ се намира в южния край на с. Новаково. Разположена е в местността „Селището“, до старото оброчище „Св. Атанас“.

- Възрожденската черква „Св. Възнесение Господне“, известна още като „Свети Спас“ се намира в южната част на с. Новаково. Разположена е на едно от най-високите места в селото, така че да се вижда отдалеч. Построена е през 1843 година.
- Около селото има 19 параклиса, които са достъпни за посещения.

### Кръста
През 2020 г. в местността „Света Троица“ над селото, до едноименния параклис, е изграден и монтиран 10-тонен кръст, с височина 10,5 м. През 2021 г. мястото е допълнително облагородено с кът за отдих и осветление. Съоръженията са изградени с дарения и от местни жители, предприемачи и членовете на ловната дружина в село Новаково.

### Туристически обекти
На 10 км от селото се намира хижа „Сини връх“, до която има асфалтов път и маркирана туристическа пътека. На 40 минути от хижата се отива на връх Дълга поляна, от където се открива красива гледка към Пловдив и Тракийската низина. 
На 2 км от селото има спортно-конна база. 
Близо до селото е язовир „Мечка“, където е разрешен риболовът. Новаковският Балкан е подходящ и за лов.

## Редовни събития
- Събор на селото на Спасовден.
- Двудневен съвместен събор със с. Тополово. Ежегодно присъстват едни от най-големите оркестри за народна музика. Има много забави.

## Личности

#### Родени в Новаково
- Поп Ангел Чолаков (1851 – 1886), български свещеник, революционер и политик
- Архимандрит Амвросий (1939 – 2025), български духовник, игумен на Зографския манастир
- Ангел войвода (* 1812 г.), хайдутин
- Васко Пумата - инфлуенсър